# ハバルシロ
ハバルシロ (英語: Habar shiro, Habarshiro, ソマリ語: Xabar Shiiro)は、ソマリア、サナーグ地域北部の町。ソマリアの一構成国であるプントランドが実効支配しているが、ソマリランドも領有権を主張している。

## 概要

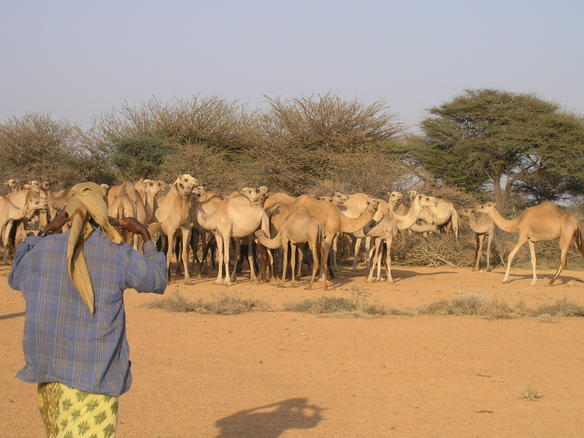
ハバルシロでのラクダの放牧の様子

州の中では比較的最近入植された町である。ハバルシロより一番近くにある町はエルブーで約50キロメートル離れている
2013年には150世帯だった。この際には、旱魃と洪水により、肥沃な土壌が流されてしまい、牧畜にも支障が出ていると報告されている。
2016年の調査では、井戸があるため、水不足のMidigale, Rad & Laako, Xarkadhere, Mindhicirなどの給水源になっている。

## 歴史
2005年11月、サナーグ地域一体が水不足となり、ハバルシロの住民も近隣に移住したと言われている。
2016年9月、ワルサンガリ氏族のBahwadaag Reer Saalax支族の会議がハバルシロで開催された。その会議では、Reer Saalax支族の団結の他、ソマリランドのブラオで予定されている会議に代表を送らないことなどが決議された。
2016年11月、プントランドの広い範囲で旱魃が発生したため、プントランド政府は各地に給水車を派遣した。ハバルシロにも派遣された。
2018年5月、サイクロン・サガーの影響で、ハバルシロが鉄砲水に襲われている。
2018年8月、プントランド政府水開発省はサナーグ地域とスール地域にある計6基の井戸の修理を開始した。この中にはハバルシロの井戸も含まれている。